# Diadectomorpha
Diadectomorpha é um clado de tetrápodes reptiliomorfos que viveram durante os períodos Carbonífero e Permiano. Diadectomorpha é dividida em três famílias, que variam de formas carnívoras com hábitos aquáticos a formas herbívoras terrestres. Tradicionalmente, os diadectomorfos são agrupados como táxon irmão de Amniota, mas análises filogenéticas mais recentes têm demonstrado que Diadectomorpha é um grupo de sinápsidos.